# ماریان لفگرن
ماریان لفگرن (انگلیسی: Marianne Löfgren؛ ۲۴ فوریه ۱۹۱۰ – ۴ سپتامبر ۱۹۵۷) هنرپیشه اهل سوئد بود.
از فیلم‌ها یا برنامه‌های تلویزیونی که وی در آن نقش داشته‌است می‌توان به زندان، بحران، زن بدون صورت، و دو زن اشاره کرد.